# Мемориальная скамья
Мемориальная скамья — вид садово-парковой мебели, предназначенный для увековечения памяти событий или умерших людей. На мемориальной скамье располагается скульптура персонажа, которого она увековечивает, также делаются памятные надписи и рисунки, как правило, в виде накладной таблички или гравировки. При проектировании скамьи может быть использован индивидуальный дизайн, превращающий скамью в парковую скульптуру. Мемориальные скамьи могут изготавливаться из дерева, камня, металла и других материалов.

Мемориальная лавочка Евгения Евстигнеева в Нижнем Новгороде

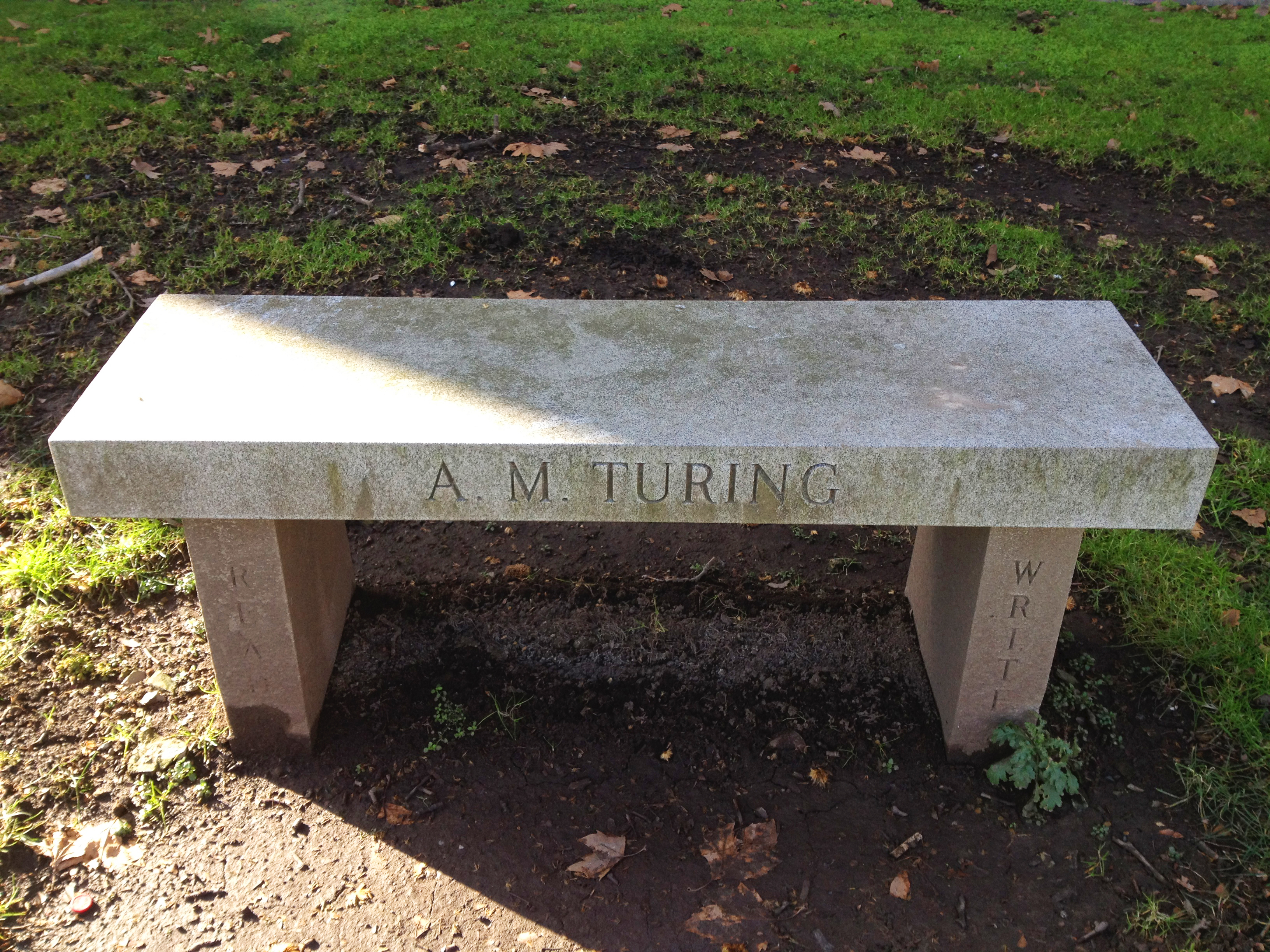
Скамья в память об Алане Тьюринге, установленная на кампусе университета Карнеги-Меллон в Питтсбурге

Мемориальные скамьи размещаются как в личных дворах, так и в публичных местах: парках, скверах, на бульварах. Во многих муниципалитетах США и Европы установка мемориальных скамей или мемориальных табличек на существующие городские скамьи может быть сделана родственниками или друзьями покойного на коммерческой основе: при условии уплаты городскому бюджету некоторой суммы, единоразовой либо регулярной.

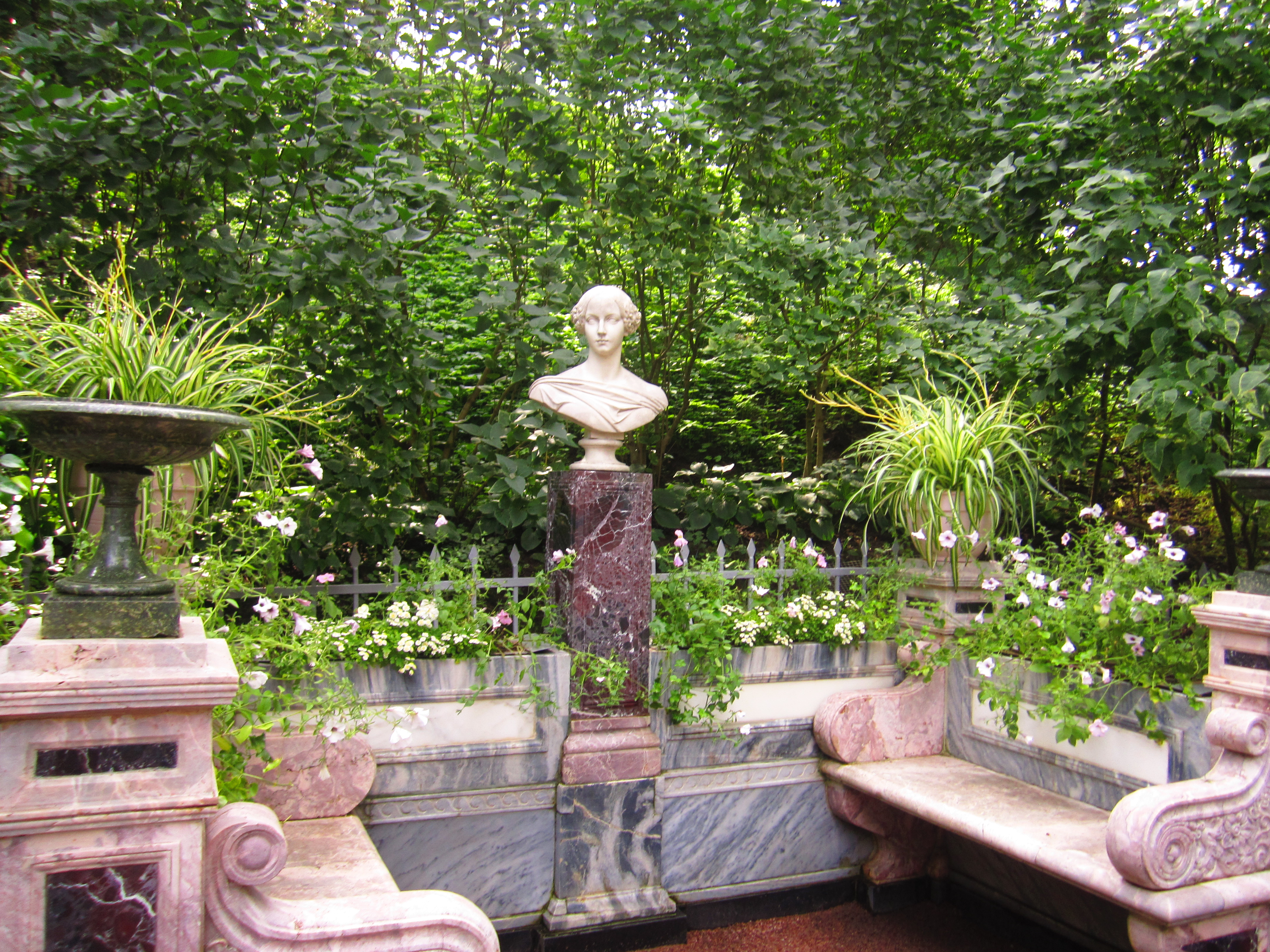
Мемориальная скамья в память о великой княжне Александре Николаевне в Петергофе

В США и Великобритании мемориальные скамьи широко распространены и существуют практически во всех публичных парках, студенческих кампусах и других общественных местах. Некоторые скамьи посвящены очень известным людям, в частности в США существует мемориальная скамья Курта Кобейна, в Эстонии установлена мемориальная скамья памяти П. И. Чайковского. Некоторые скамьи могут быть посвящены историческим событиям или группам людей.
В России часто устанавливают скамьи на кладбищах, непосредственно на могиле, однако такие скамьи практически никогда не снабжают отдельной мемориальной надписью.
Мемориальные лавочки с памятными надписями в честь известных людей в России тоже существуют, но они не так распространены, как в Европе или США. Одна из исторических памятных скамей установлена в Петергофе в память о великой княжне Александре Николаевне и считается одной из архитектурных жемчужин ансамбля. В Нижнем Новгороде установлена лавочка с актёром Евгением Евстигнеевым.